# Biofyzikální ústav Akademie věd České republiky
Biofyzikální ústav AV ČR, v. v. i. (BFÚ AV ČR) je česká veřejná výzkumná instituce, jeden z ústavů Akademie věd České republiky. Sídlí v Žabovřeskách v Brně a zabývá se biofyzikou, konkrétně výzkumem živých organismů, buněk a biomolekul, struktury, dynamiky, funkce a evoluce nukleových kyselin, opravných mechanismů na úrovni DNA i chromatinu, elektrochemických vlastností biomolekul, mechanismů protinádorové účinnosti farmak, ionizujícího záření, struktury a funkce genomu a epigenomu, vývojových, genetických a evolučních procesů v buňce, mechanismů kancerogeneze a toxicity životního prostředí a procesů rozvoje imunitní odpovědi u modelových organismů.
V roce 1954 vznikla v Brně v rámci Československé akademie věd Laboratoř biofyziky, která byla roku 1955 transformována do Biofyzikálního ústavu.
BFÚ se člení na 10 výzkumných oddělení:
- Oddělení molekulární biofyziky a farmakologie
- Oddělení buněčné biologie a radiobiologie
- Oddělení buněčné biologie a epigenetiky
- Oddělení biofyzikální chemie a molekulární onkologie
- Oddělení molekulární epigenetiky
- Oddělení cytokinetiky
- Oddělení struktury a dynamiky nukleových kyselin
- Oddělení vývojové genetiky rostlin
- Oddělení biofyziky imunitního systému
- Oddělení biofyziky nukleových kyselin